# Revista Preferente
Preferente es una revista española de turismo para profesionales editada en Palma de Mallorca. Es propiedad del Grupo Preferente, que también controla otras publicaciones como preferente.com, reportur.com y arecoa.com y la emisora Radio Bellver.

## Historia
Preferente fue fundada en 1991 por el editor Rafael Caballero, y desde sus inicios, la revista estuvo dirigida por Emilio Martínez y se caracterizó por sus exclusivas y por su irreverencia. Desde enero de 2022 el director es el periodista Miguel Praga.

## Audiencia
Preferente se distribuye via suscripción a los profesionales del turismo, entre ellos especialmente a agentes de viajes y hoteleros, así como al sector aéreo. En sus páginas ofrece análisis, tendencias turísticas, informes en profundidad, entrevistas, reportajes de destinos, opinión y tribunas.

## Especiales
Preferente publica especiales para las ferias turísticas ITB Berlin (en alemán), World Travel Market (en inglés), Fitur, DATE, y FitCuba.

## Internet
Preferente cuenta desde 1998 con una página web Noticias de Turismo actualizada constantemente. 